# مجلة فصل المقال
مجلة فصل المقال، هي مجلة فلسطينيّة واكبت نشوء حزب التجمّع الوطنيّ منذ التأسيس عام 1996، وكانت تصدر صباح كلّ جمعة في شفاعمرو وتوزّع في الفروع والبلدات العربيّة وعلى المشتركين.

## فكرة إصدارها
جاءت فكرة إصدارها من الدكتور عزمي بشارة، لأنّه كانت لوسيلة الإعلام في يومها ضرورة قصوى، ولم تتواجد في زمنهم آنذاك شبكات التواصل الاجتماعي ومواقع الانترنت على النحو الذي نعرفه اليوم، وكانت الجرائد هي الحلّ لهذه المشكلة.
فتمّ تأسيس شركة تسمّى الشركة العربيّة للاتصالات كي تشمل أكثر من مشروع إعلاميّ. وبدأوا برأس مال مَحلّي من مساهمين، وبدأوا بأنفسهم وقُدّرت كلّ مساهمة بألف شيكل، وجمعوا المساهمات حتّى بلغوا 100 ألف شيكل.
بعدها انتخبت الشركة في أوّل اجتماع لها الدكتورعزمي بشارة كرئيس للإدارة، ثم اضطرّ أن يستقيل بعد دخوله الكنيست، وانتخب الدكتور رائد غطّاس مكانه، وواكب هذا المنصب حتى فُضّت الشركة بعد 7 سنوات بسبب الوضع الاقتصاديّ الصعب واحتجبت لمدة عامين، وتمّ تأسيس شركة فصل المقال فيما بعد.

## موضوعاتها
كانت مجلة فصل المقال جريدة جامعة في موضوعاتها، إذن تنوّعت مقالاتها بين الأمور السياسيّة والأمور الثقافيّة.

## تميّزها
يقول الدكتور غطاس: "تميّزت فصل المقال عن باقي الصحف العربيّة، وكان العديد من القرّاء ينتظرون يوم الجمعة لقراءة المقالات، وتكمن أهميّتها في أنّها أُسِّست في فترة كان خطاب الأسرلة في أوجه بعد أوسلو، لذلك كان يجب أن يكون هناك منبرًا إعلاميًّا وطنيًّا".
وتحدّث غطّاس عن الصحيفة ووصفها بذراع للحزب إذ واكبت فروعه، وفي كلّ اجتماع فرع كان موضوع جلب اشتراكات فصل المقال حاضرًا كمهمّة حزبيّة للفرع، ووصل عدد الاشتراكات فيها إلى الآلاف.

## المشاكل التي واجهتها الصحيفة
كانت تواجه المجلة صعوبات ماليّة، فمكتب الإعلانات الحكومي كان مقاطعًا للصحيفة، كما قاطعت بعض مكاتب الإعلان العربيّة فصل المقال بسبب موقفها السياسيّ الذي لا تتنازل عنه مقابل إعلانات، خصوصًا القضايا الوطنيّة. 